# 霍恩罗达
霍恩罗达是德国黑森州的一个市镇。总面积35.74平方公里，总人口3227人，其中男性1631人，女性1596人（2011年12月31日），人口密度90人/平方公里。